# Азуданж
Азуданж (фр. Azoudange) насеље је и општина у североисточној Француској у региону Лорена, у департману Мозел која припада префектури Сарбур.
По подацима из 2011. године у општини је живело 117 становника, а густина насељености је износила 7,44 становника/km². Општина се простире на површини од 15,73 km². Налази се на средњој надморској висини од 243 метара (максималној 302 m, а минималној 217 m).

## Демографија
| 1962. | 1968. | 1975. | 1982. | 1990. | 1999. | 2011. |
| ----- | ----- | ----- | ----- | ----- | ----- | ----- |
| 161   | 182   | 154   | 123   | 103   | 106   | 117   |

График промене броја становника у току последњих година